# Нагибовское сельское поселение
Нагибовское се́льское поселе́ние — муниципальное образование в Октябрьском районе Еврейской автономной области Российской Федерации.
Административный центр — село Благословенное.

## История
Статус и границы сельского поселения установлены Законом Еврейской автономной области от 26 ноября 2003 года № 230-ОЗ «О статусе и границе Октябрьского муниципального района»

## Население
| 2010  | 2011  | 2012  | 2013  | 2014  | 2015  | 2016  |
| ----- | ----- | ----- | ----- | ----- | ----- | ----- |
| 2046  | ↘2027 | ↘1949 | ↘1896 | ↘1881 | ↘1804 | ↘1789 |
| 2017  | 2018  | 2019  | 2020  | 2021  | 2023  |       |
| ↘1739 | ↘1695 | ↘1665 | ↘1624 | ↘1239 | ↘1208 |       |

## Состав сельского поселения
| № | Населённый пункт | Тип населённого пункта       | Население |
| - | ---------------- | ---------------------------- | --------- |
| 1 | Благословенное   | село, административный центр | ↘869      |
| 2 | Доброе           | село                         | ↘158      |
| 3 | Нагибово         | село                         | ↘534      |
| 4 | Ручейки          | село                         | ↘146      |
| 5 | Садовое          | село                         | ↘339      |